# Élisabeth Laborde
Pour les articles homonymes, voir Laborde.
Élisabeth Laborde, née le 3 avril 1983 à Pau, est la fondatrice de la société de conseil en communication Elila.

## Biographie

### Carrière
Diplômée d'une maîtrise en sciences politiques à l'université Toulouse-I et d'un master 2 en droit des médias spécialité droit de la presse, Élisabeth Laborde commence sa carrière comme attachée de presse chez l'éditeur Plon puis aux Inrockuptibles. Nicolas Demorand, dont elle est proche, la fait venir en 2013 à Libération en tant que directrice de la communication. Elle devient ensuite conseillère presse en 2014 auprès d'Axelle Lemaire, secrétaire d'État au numérique du gouvernement de Manuel Valls, puis directrice de la communication de l'Institut national de l'audiovisuel sous la présidence de Laurent Vallet.

### Les Inrockuptibles
Sa proximité avec Matthieu Pigasse dont elle gère la communication, la mène à la direction des Inrockuptibles.
En janvier 2017, elle est nommée secrétaire générale des Nouvelles Éditions indépendantes, chargée des relations sociales et de la communication interne et externe. En juin 2017, elle est nommée directrice générale des Inrockuptibles à la place de Frédéric Roblot qui refuse d'appliquer un plan de départ. En vue de réduire la masse salariale, Élisabeth Laborde met en place en 2018 une rupture conventionnelle collective à l'issue de laquelle une trentaine de salariés, soit un tiers des effectifs, quittent le journal dont certaines plumes historiques telles Jean-Daniel Beauvallet ou Serge Kaganski.
En 2017, à la suite de la publication d’un article des Inrocks le 7 juillet de la même année, le “Collectif pour un festival respectueux de tous” porte plainte contre l’auteur de l’article Nicolas Mole, Élisabeth Laborde en tant que responsable de la publication et deux cadres de Hellfest production,. En juin 2022, le collectif se désiste, mettant un terme aux poursuites.
À l'été 2019, elle est licenciée des Inrockuptibles créant « une vive émotion au sein de la rédaction » d'après Mediapart. Selon Le Canard enchaîné, son départ est dû à une chute vertigineuse des ventes et un déficit devenu chronique,. Emmanuel Hoog la remplace en tant que directeur général et directeur de la publication.

### Têtu
En février 2020, elle est nommée directrice générale de Têtu,. Elle participe au développement et à la diversification de la plateforme média tant sur de nouveaux supports (podcasts, vidéos...) que sur l’événementiel.

### Elila
En octobre 2020, Élisabeth Laborde quitte Têtu pour fonder son agence de conseil en communication, gestion de crise, promotion de l’égalité femmes-hommes, de la diversité et de l’inclusion.